# کوه رابسون
کوه رابسون (انگلیسی: Mount Robson) برجسته‌ترین کوه در رشته‌کوه راکی در آمریکای شمالی است که بلندترین نقطه کوه‌های راکی کانادا نیز به شمار می‌رود. این کوه به طور کامل در پارک ایالتی مونت رابسون در بریتیش کلمبیا قرار دارد و بخشی از رشته‌کوه رینبو است. کوه رابسون پس از کوه وادینگتون دومین قله بلند بریتیش کلمبیا محسوب می‌شود. رخ جنوبی کوه رابسون به وضوح از بزرگراه یلوهد (بزرگراه ۱۶) قابل دیدن است و معمولاً از این مسیر از آن عکس‌برداری می‌شود.